# Stadion Miejski w Proszowicach
Stadion Miejski – stadion piłkarski w Proszowicach, w Polsce. Może pomieścić 2000 widzów. Swoje spotkania rozgrywają na nim piłkarze klubu Proszowianka Proszowice. Obiekt zarządzany jest przez Miejski Ośrodek Sportu i Rekreacji w Proszowicach.

## Historia
Boisko klubu KS Proszowianka (powstałego w 1916 roku, choć oficjalnie założonego w roku 1921) powstało najprawdopodobniej w tym samym czasie co położony obok Park Miejski (otwarty 22 października 1922 roku). Początkowo istniało jedynie samo boisko piłkarskie, bez żadnej dodatkowej infrastruktury. W 1956 roku poprawiono stan murawy, powstała także bieżnia wokół boiska (obecnie już nieistniejąca) i ogrodzenie. W II połowie lat 90. XX wieku obok boiska, od strony zachodniej wybudowano budynek klubowy z halą sportową. 5 grudnia 2015 roku, po pięciu latach budowy obok oddano do użytku również krytą pływalnię.
W latach 1999–2004 proszowicki stadion gościł występy KS Proszowianka w III lidze. W 2006 roku z powodów finansowych klub ogłosił jednak upadłość. W 2007 roku powstał w mieście nowy klub z drużyną seniorów, MKS Proszowice. W Proszowicach działał również klub prowadzący sekcję młodzieżową, UMGKS Proszowianka. W 2008 roku, po połączeniu tych obu klubów powstała Proszowianka Proszowice, uznawana za kontynuatora tradycji dawnego KS Proszowianka.
Stadion w Proszowicach był częścią wspólnej kandydatury Proszowic i Bochni na jedno z centrów pobytowych podczas Euro 2012. Kandydatura ta znalazła się na wstępnej liście 47 ośrodków zarekomendowanych do goszczenia jednej z reprezentacji piłkarskich podczas tego turnieju. Nie znalazła się jednak ona na ostatecznej liście ogłoszonej przez UEFĘ 1 października 2010 roku.
Obiekt był również jedną z aren turnieju finałowego Pucharu Regionów UEFA w 2005 roku. Rozegrano na nim dwa spotkania fazy grupowej oraz finał turnieju.